# 閩南民系

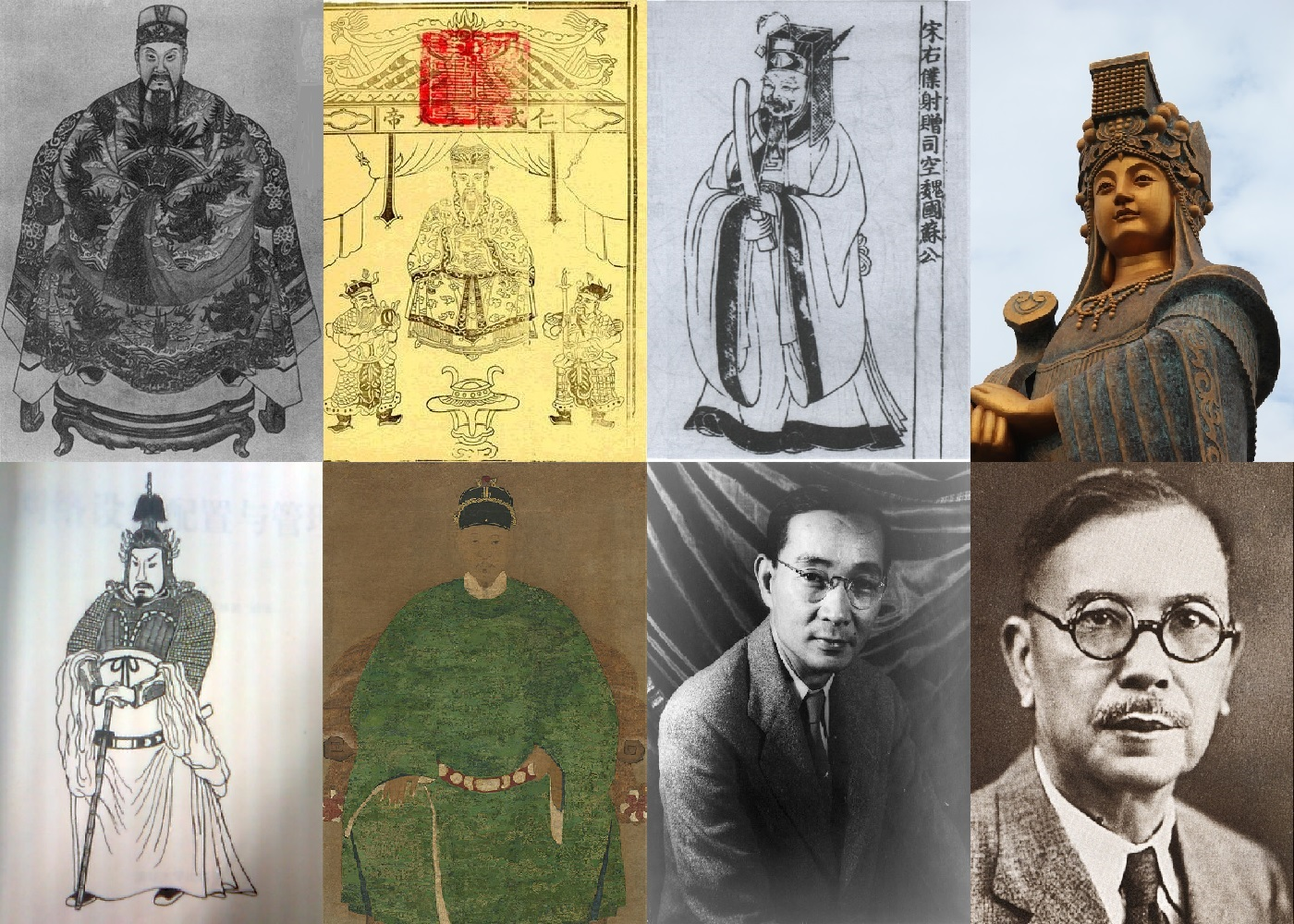

閩南民系（びんなんみんけい）または閩南人とは、主に台湾と中国の福建省南部に居住する漢民族の一派。東南アジアの国々にも多く存在している。

## 概要
会話言語には共通性があり、台湾語や閩南語と呼ばれる。文書に関しては漢字を使い、台湾の一部では教会ローマ字（白話字）が使われる。
閩という漢字が虫を含むため、近年は閩南を河洛あるいは福佬と記す。河洛は河南と洛陽を意味し、そこにいた人々が長い時間を掛けて福建省を中心とした地域に移民したという伝承がある。この一方で抗体やDNAに基づき、元来この地域に住んでいた人々（百越）が混血や同化政策を通じて漢民族中の閩南に分類されたとの研究がある。また、台湾では客家語話者の間で学老と表記する事もある。